# مهران ستاد
مهران‌سِتاد بزرگ‌زاده ایرانی از خاندان مهران بود که اغلب به‌عنوان مشاور و سفیر برای ساسانیان خدمت می‌کرد. اولین بار از او در حدود سال ۵۷۰ میلادی یاد شده است، هنگامی که خسرو انوشیروان او را برای انتخاب یکی از دختران ایستمی خان برای ازدواج فرستاد. بعدها از مهران‌ستاد به عنوان بازنشسته در زادگاهش شهر ری و دور از جامعه یاد شده است. بااین‌حال در سال ۵۸۸ میلادی کشور دچار هرج‌ومرج شد و او توسط هرمز چهارم احضار شد. به روایت فردوسی او به پادشاه ساسانی گفت که منجمان پیش‌بینی کردند که بهرام چوبین منجی ایران خواهد بود. سپس پیشنهاد کرد که بهرام چوبین را به دربار ساسانی احضار کنند. مهران‌ستاد سالخورده بلافاصله پس از آن درگذشت.نستوه پسر مهران ستاد بعدها در جنگ‌های خسرو با امپراتوری بیزانس حضور داشت.
مهران سِتاد در شاهنامه پدر نستوه و موبدی خردمند و راد و جهان‌دیده توصیف شده است که خسرو انوشیروان او را برای خواستگاری دختری نژاده و زیبا از دختران خاقان ترک به آن دیار فرستاد و او با هوشمندی و درایت، بهترین دختر خاقان را برگزید. این دختر شهبانوی آینده ایران شد و هرمز چهارم از این پیوند زاده شد. در روزگار هرمز از درباریان بود و همو توصیه کرد که بهرام چوبین را به دفع ساوه شاه بفرستد و خود پس از دادن خبر غلبهٔ بهرام چوبین به ساوه شاه درگذشت.